# Dekanat Našički
Dekanat Našički – jeden z 10 dekanatów rzymskokatolickich wchodzących w skład diecezji pożedzkiej w Chorwacji.
Według danych na październik 2015 roku, w jego skład wchodziło 10 parafii.

## Lista parafii
Źródło:
| Lp. | Miejscowość | Parafia                             | Proboszcz          | Kościół                                         | Grafika |
| --- | ----------- | ----------------------------------- | ------------------ | ----------------------------------------------- | ------- |
| 1   | Bokšić      | Parafia św. Piotra Apostoła         | Dražen Zrile       | Kościół św. Piotra Apostoła w Bokšić            |         |
| 2   | Crnac       | Parafia św. Jana Chrzciciela        | Josip Marić        | Kościół św. Jana Chrzciciela w Crnac            |         |
| 3   | Čačinci     | Parafia Trójcy Przenajświętszej     | Ivica Razumović    | Kościół Trójcy Przenajświętszej w Čačinci       |         |
| 4   | Đurđenovac  | Parafia św. Józefa                  | Josip Grubišić OFM | Kościół św. Józefa w Đurđenovac                 |         |
| 5   | Feričanci   | Parafia Ducha Świętego              | Vicko Obradović    | Kościół Ducha Świętego w Feričanci              |         |
| 6   | Našice      | Parafia św. Antoniego Padewskiego   | Igor Barišić OFM   | Kościół św. Antoniego Padewskiego w Našice      |         |
| 7   | Našice      | Parafia św. Marka Ewangelisty       | Mario Mazanik      | Katedra św. Marka Ewangelisty w Našice          |         |
| 8   | Našice      | Parafia Matki Bożej Fatimskiej      | Mario Cimbal       | Kościół Matki Bożej Fatimskiej w Našice         |         |
| 9   | Orahovica   | Parafia Znalezienia Krzyża Świętego | Željko Strnak      | Kościół Znalezienia Krzyża Świętego w Orahovica |         |
| 10  | Podgorač    | Parafia św. Mikołaja, biskupa       | Željko Benković    | Kościół św. Mikołaja w Podgorač                 |         |